# (5202) Charleseliot
(5202) Charleseliot ist ein Asteroid des Hauptgürtels, der am 5. Dezember 1983 vom tschechischen Astronomen Antonín Mrkos am Kleť-Observatorium (Sternwarten-Code 046) in der Nähe der Stadt Český Krumlov in Südböhmen entdeckt wurde.
Der Asteroid wurde am 2. Juli 2015 nach dem US-amerikanischen Professor für Chemie, Autor und Herausgeber Charles William Eliot (1834–1926) benannt, der 40 Jahre lang als Präsident der Harvard University amtierte.